# Paul Thin

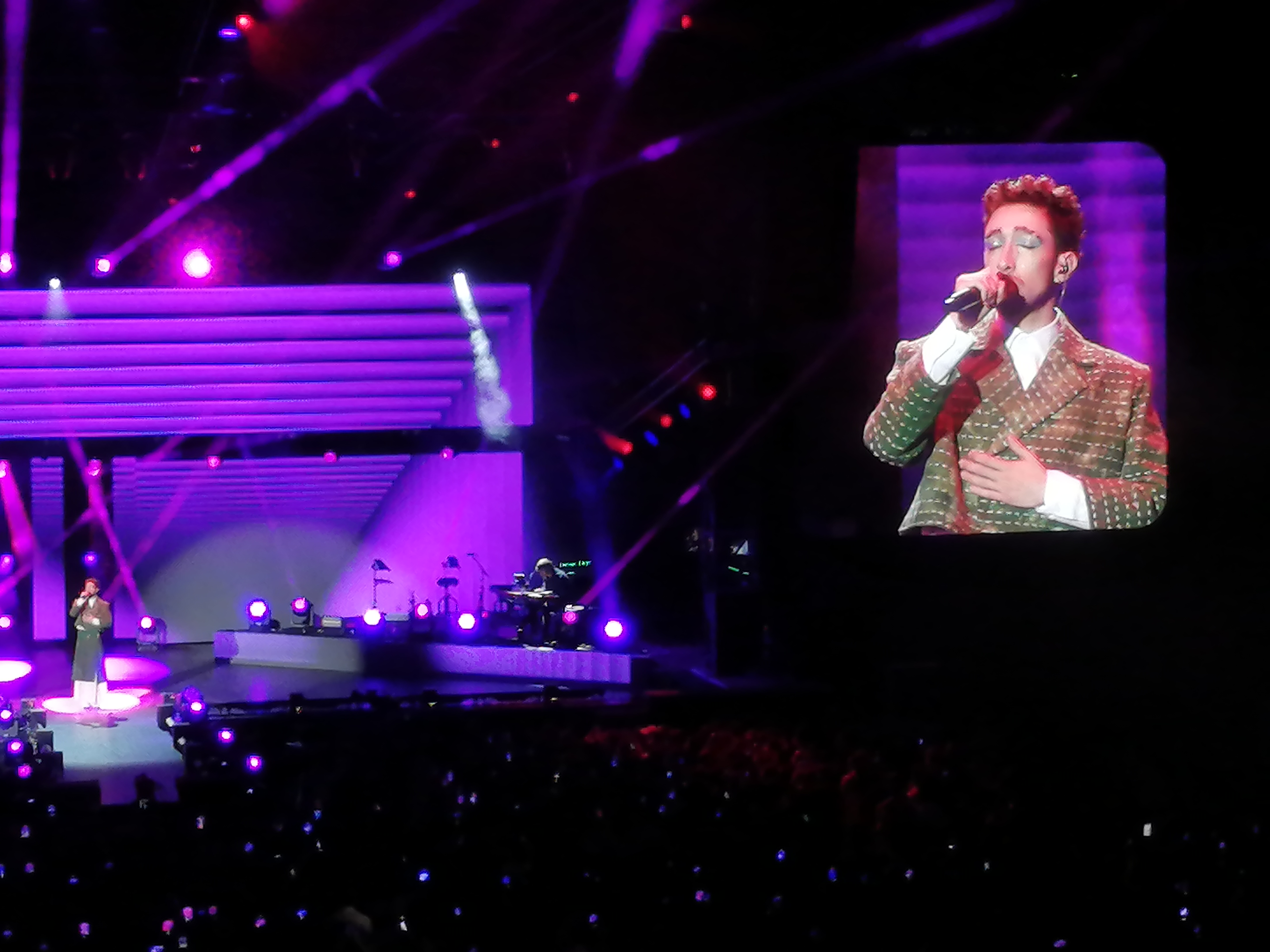

Pablo Suárez Delgado (Armilla, Granada, 14 de desembre de 2002), més conegut com a Paul Thin, és un cantant, compositor i productor musical espanyol conegut per ser el segon finalista de la dotzena edició d'Operació Triomf i guanyar la quarta edició de Terra de talent.

## Biografia
Va néixer en Armilla (Granada) el 14 de desembre de 2002 i és el mitjà de 3 germans. Format en cant i piano des de la infantesa, va estudiar Comunicació Audiovisual fins al seu pas per Operació Triomf 2023.

## Trajectòria musical
2021-2023: Terra de talent i primers senzills
En 2021 va participar en la quarta edició del concurs de televisió Terra de talent, de Canal Sud Televisió, guanyant visibilitat nacional en proclamar-se vencedor el 18 de juliol gràcies a la seva versió de «Skin» de Rag’n’Bone Man.
Després del concurs, va participar en el xou ‘Terra de Talent. L'Espectacle’ dins de la programació de Castillo Sound Festival Plus (Alcalá de Guadaíra). Després, va editar els seus primers senzills de producció pròpia: «La cambrera» (2022), «Brisa» (2022) i «Lola» (2023) que, amb el pas dels anys, es farien virals en Spotify.  Amb ells, va començar a realitzar les seves primeres actuacions, entre elles, un concert en el Teatre Municipal de Armilla.
2023-2024: Operació Triomf 2023
En 2023, va rebutjar una proposta de La Veu per a presentar-se als càstings d'Operació Triomf. Al novembre de 2023, es va convertir en un dels 16 concursants oficials del concurs després d'aconseguir la passada directa en la Gala 0 amb la seva versió de «Way Down We Go» de Kaleo.
Amb un enfocament creatiu i aportant una estètica retrofuturista, va arribar a la final del 19 de febrer de 2024, on es va alçar amb el segon lloc. Durant el programa, va ser triat favorit de la setmana en dues ocasions (després de la seva interpretació de les cançons «La trobada» —al costat de Chiara Oliver—, de Alizz i Amaia, i «Paenamorar», de Paula Cendejas) i va destacar per la seva habilitat component, la seva implicació en l'escenografia i, sobretot, en la producció de cançons que va interpretar al llarg de l'edició com «Milo J: BZRP Music Sessions, Vol. 57» o «Baby Hello», entre altres. A més, va popularitzar els seus senzills publicats i va consolidar una base de seguidors activa en Twitch i xarxes socials.
En finalitzar el concurs, va cantar «La vida moderna» al costat del seu company Juanjo Bona en un concert de Vint-i-un a la Sala La Riviera. Després, va fer una gira de dotze concerts per deu ciutats d'Espanya juntament amb els seus companys d'Operació Triomf 2023. El concert que van donar en el WiZink Center de Madrid va ser gravat per Prime Vídeo, estrenant-se un documental el 27 de setembre de 2024.
2024: «On», «Alosa» i Spawnpoint
Després de signar el seu primer contracte discogràfic amb Universal Music Spain, a l'abril de 2024 va publicar «On», un tema amb tocs urbans que es mou entre l'hip hop i el pop, després d'una petita listening party a la qual van assistir mitjans i amistats del cantant. Aquesta cançó va rebre una molt bon acolliment per part del públic i es van reconèixer, una vegada més, els dots de l'artista a l'hora de cuidar tots els aspectes dels seus temes des de la producció fins a l'escenografia. Pel seu directe i altres de les seves qualitats com a artista, Paul va ser suggerit per a participar en Eurovisió, guanyant diversos sondejos no vinculants al Benidorm Fest i finalment quedant a les portes de 'L'Elecció Interna'. Mesos després, va ser recomanat per Rayden després de finalitzar la seva participació com a assessor musical en el festival de Benidorm.
El 9 d'abril de 2024, va ser convidat per la cadena de ràdio RAC1 a participar en la gala dels Premis DRAC 2024, sent aquesta actuació la primera vegada que va interpretar el seu tema «Donde» en directe. Aquesta mateixa setmana, va actuar en 'LOS40 Primavera Pop', on va cantar diversos dels seus senzills, inclòs «Donde».
Al maig de 2024, al costat dels altres finalistes d'Operació Triomf 2023, va llançar «La gravedad», una cançó concebuda per a ser la cançó oficial d'Espanya en els Jocs Olímpics de París 2024. Els sis la van presentar i van interpretar en la seu del Comitè Olímpic Espanyol.
Al juny de 2024, es va publicar El Millor de Paul Thin, un àlbum recopilatori que inclou el seu senzill «Donde» i diversos dels temes que va interpretar en les gales d'Operació Triomf 2023. Aquest disc va entrar en les Llistes Oficials de Vendes de Promusicae.
Al juliol de 2024, va llançar «Alondra». La cançó es caracteritza per una fusió de pop i elements urbans, amb tocs d'electrònica i beats experimentals. La lletra és una introspecció sobre l'ansietat social i la cerca de sentit enmig d'una nit de festa, on s'aborda la pressió de les expectatives externes i la lluita interna per trobar autenticitat. S'utilitza la figura d'Alondra com un símbol d'allò que el cantant cerca desesperadament: un amor, un ideal, o una part perduda de si mateix. La producció musical, a càrrec de Kiddo, Gio i el propi artista, complementa el missatge amb una atmosfera que combina el fosc i el lluminós, creant una estructura que combina elements melòdics amb un enfocament contemporani. Aquest mateix mes, es va saber que Ibai Plans va intentar que Paul actués al costat de Bizarrap en La Velada de l'Any IV, però no va poder succeir per problemes de disponibilitat, ja que aquest mateix dia el cantant granadí acabava la gira d'Operació Triomf 2023 a València. A la fi de juliol, l'artista també va actuar a la Casa d'Espanya a París en un concert privat per a la delegació espanyola dels jocs olímpics.
Després del llançament de «Alondra», Paul va començar una gira de festivals que van servir com a avantsala al seu primer EP: Spawnpoint. Aquesta gira va començar l'11 d'agost de 2024 a Chiclana de la Frontera, en el 'Concert Music Festival', on va presentar en directe per primera vegada la seva senzill «Alosa». Posteriorment, el tour li va portar a diverses ciutats espanyoles, incloent-hi parades destacades com el 'Negrita Music Festival' a Santander i en O Porriño, el 'Coca-Cola Music Festival' a Madrid o el 'Muac Fest' en Armilla. A través d'aquesta gira, Paul va començar a explorar la seva nova identitat artística, marcant la transició de 'Pablo' a la seva actual proposta musical. En ella, va cantar els seus temes «La cambrera», «Brisa», «Lola», «Donde» i «Alondra». Així mateix, va afegir al seu repertori una versió de «Me quedaré», cançó de Estopa, i «Punto de partida», de Rocío Jurado.
El novembre de 2024, va llançar «Esc», una cançó caracteritzada per una fusió de gèneres que abasten des del pop fins a l'electrònica, amb elements urbans Aquest senzill va donar el tret de sortida a Spawnpoint, el primer EP del cantant, que serviria de pròleg per al seu àlbum debut, Reboot (2025). Aquest treball inclou les versions d'estudi de les cançons presentades durant la seva gira de festivals, al costat d'altres temes per a incloure una varietat d'estils musicals. Aquest miniálbum va entrar en les Llistes Oficials de vendes d'àlbums i vinils de Promusicae. Aquest mateix mes, va ser convidat per la revista GQ Espanya per a participar en la gala de 'Premis GQ Men Of The Year 2024'. L'esdeveniment va començar amb un tribut especial a Estopa per part del cantant granadí, interpretant la seva versió del tema «Me quedaré».
El desembre de 2024, va actuar al costat d'Estopa en un especial de Nadal de TVE per a celebrar els 25 anys de carrera musical dels germans Muñoz. El cantant granadí va començar l'actuació musical amb la seva versió de «Me quedaré», per a seguidament unir-se a David i José i canviar a la versió del grup.
2025-present: Reboot
A principis de febrer de 2025 va llançar «Vertigen», un primer avançament de Reboot, on reflexiona sobre la fama mitjançant una fusió de trap i pop. Poc després va publicar «No és la meva», un afrobeat que destaca per la seva mescla de ritmes i parla de solitud i nostàlgia.
Reboot, el seu àlbum debut, va ser publicat digitalment al març de 2025. Amb catorze temes sense col·laboracions, és una obra conceptual que barreja gèneres com el funk, synth-wave vuitantè, jazz, rumba i electrònica, emprant passatges de ficció sonora i interludis narratius per part del mateix Claudio Serrano, desenvolupant un arc retrofuturista de reinici personal. El cantant va organitzar una listening party a la Sala Ics de Madrid, on va convidar a premsa, amics i fans. L'abril de 2025, va sortir a la venda en format físic, aconseguint entrar en les Llistes Oficials de vendes d'àlbums i vinils de Promusicae.
Després de la sortida del disc, va donar principi el Reboot Tour, arrencant la gira a Madrid al març de 2025 amb dos concerts sold out a La Sala del Movistar Arena. Reboot Tour, amb diversos sold outs, va fer parada en un total de catorze ciutats espanyoles, incloent-hi el seu tancament en la seva terra natal al maig de 2025. Aquest tour de sales va ser complementat amb la participació de l'artista en diversos festivals de música, com ara LOS40 Primavera Pop, O Són Do Camiño, LOS40 Playa Pop, Zevra Festival o l'Arenal Sound, entre altres. Al costat d'aquestes dates, Thin va ser confirmat en la gira LOS40 Summer Live 2025 actuant en 6 de les 22 ciutats des del 10 de juliol al 6 d'agost.

## Altres projectes
El 2021 va participar a Marbella Vice, una sèrie d'esdeveniments de rol en línia organitzats per creadors de contingut espanyols en GTA V: Roleplay, que es van transmetre a través de Twitch i altres plataformes. La seva intervenció ho va vincular amb l'escena de l'entreteniment digital i li va permetre familiaritzar-se amb les dinàmiques del streaming en viu.
Després del seu pas per Operació Triomf 2023, el cantant també va reprendre la seva activitat en Twitch amb emissions en les quals interpretava temes en directe, dialogava amb la seva comunitat i jugava a videojocs. Els seus directes, van reforçar la seva identitat artística i el van ajudar a consolidar una base fidel de seguidors.

## Reconeixements
L'agost de 2021, va rebre la insígnia de la ciutat de Granada per part de l'Ajuntament de la ciutat. Aquest reconeixement es va atorgar en honor a la seva trajectòria ascendent en el panorama musical i la seva victòria en el programa Tierra de Talento.
El 26 de setembre de 2024, va ser el pregoner de les Festes de San Miguel de la seva ciutat natal. El pregó, celebrat en la plaça de l'Ajuntament, no sols va donar inici oficial a les festes, sinó que també va representar un emotiu moment de connexió de l'artista amb les seves arrels i un reconeixement a la seva trajectòria i esforç.